# 侏鮟鱇
侏鮟鱇為輻鰭魚綱鮟鱇目棘茄魚亞目夢角鮟鱇科的其中一種。分布於全球各大洋熱帶至亞熱帶海域，屬深海魚類，棲息深度800-2200公尺，雌魚體長可達11.8公分，生活習性不明，不具任何經濟價值。

## 扩展阅读
維基物種上的相關：侏鮟鱇